# Varnensky (huyện)
Huyện Varnensky (tiếng Nga: ? райо́н) là một huyện hành chính tự quản (raion), của Tỉnh Chelyabinsk, Nga. Huyện có diện tích 3739 km², dân số thời điểm ngày 1 tháng 1 năm 2000 là 32700 người. Trung tâm của huyện đóng ở Varna.